# Daiki.
Daiki.（ダイキ、1991年1月18日）は、タレント、モデル、ラジオパーソナリティ、スタジアムDJとして活動しているマルチタレント。AMAX MUSIC所属。
パラダイスDaiki.(パラダイスダイキ)名義で作家としても活動している。
作家デビューは、2017年4月27日発売のPS4用ゲーム「Song of Memories」の挿入歌、「二人のシンフォニア」で作詞を担当。

## 来歴、人物
埼玉県出身。
幼少期はサッカー少年であり、中学時代には大宮アルディージャの下部組織に在籍。
後に、ヴィジュアル系バンドに目覚め、様々なバンド活動を経験。
当時、担当パートはギターだったが、ボーカル転向を目指す。
2016年12月7日、78.5Mhz.FMブルー湘南、イブニングブルー湘南に生出演した際、ヴィジュアル系への憧れはいつからですか？というリスナーからの問いに「ざっと言うと高校時代からです。」と答えている。
最終学歴は埼玉医科大学保健医療学部出身。
大学卒業後、後に所属事務所となるレコード会社のオーディションに合格。
事務所が横浜にあった為、活動の拠点を横浜に移す。
音楽活動にとどまらず、テレビ出演、モデルやラジオパーソナリティ等も務める。
2016年5月25日に「JADE」でメジャーデビュー。
2016シーズンより、Ｊリーグ、Y.S.C.CのホームゲームスタジアムDJを務める。スタジアムＤＪデビューはニッパツ三ツ沢球技場で開催されたY.S.C.C対鹿児島ユナイテッド戦。2016シーズンのホーム開幕戦で担当。
2016明治安田生命J3リーグ第15節(7月3日）、Y.S.C.C VS 大分トリニータ戦では「横浜市歌」独唱を披露。
2018明治安田生命J3リーグ開幕戦(3月9日)、Y.S.C.C. VS SC相模原戦ではY.S.C.C.公式応援ソング「ビクトリー・ブルー」を披露。3月末にビクトリー・ブルーの配信決定が発表された。

## 音楽関連
「ＪＡＤＥ」（2016年5月25日発売：配信販売）
「Utopia 」(2017年12月20日発売:配信販売)
「二人のシンフォニア」PS4用ゲーム（Song of Memories）挿入歌作詞担当
己龍17thマキシシングル「朧月夜」PV出演

## 主なイベント出演
- 横浜音楽空間
- 横浜開港祭
- 大日本プロレス特設ＦＭ放送
- Jリーグ Y.S.C.C対大分トリニータ 横浜市歌独唱
- ハロー横浜特設FM放送
- 白楽商店街「闇市」

## 出演作品

### 雑誌
- 東京ウォーカー28年3月号2016.02.20発売
- 春ウォーカー29年3月号
- 第一興商  LIVE DAM  STADIUM（ライブダムスタジアム）イメージモデル

### ＴＶ、ＣＭ
- フロムエー
- リクナビ
- パズル&ドラゴンズ
- 日本たばこ産業
- ＢＳ朝日特別ドラマ「女優堕ち」
- フジテレビ「いつかこの恋を思い出してきっと泣いてしまう」
- アフラックTVCM
- 銀のさらＴＶＣＭ　結婚篇　彼氏役
- ピーアークＴＶＣＭ

### ラジオ
- Daiki.のハマダイス探検隊（2015年放送中～　横浜マリンＦＭ）パーソナリティ
- 鎌倉ＦＭ
- ＦＭ湘南ナパサ
- FMブルー湘南